# 오리엔트역
오리엔트역(포르투갈어: Gare do Oriente)은 노르트 선에 위치한 포르투갈 리스본의 주요 철도역 중 하나다. 스페인의 건축가 산티아고 칼라트라바가 설계하였으며, 1998년 세계 박람회를 위해 지어졌다. 동시에 리스본 지하철 오리엔트 역 또한 개통하였다. CP의 고속열차 알파 펜둘라르와 장거리 열차 및 리스본 광역전철 신트라 선, 아잠부자 선이 운행하며, 또한 프랑스, 스페인 등지로 가는 국제열차가 정차한다.

## 갤러리

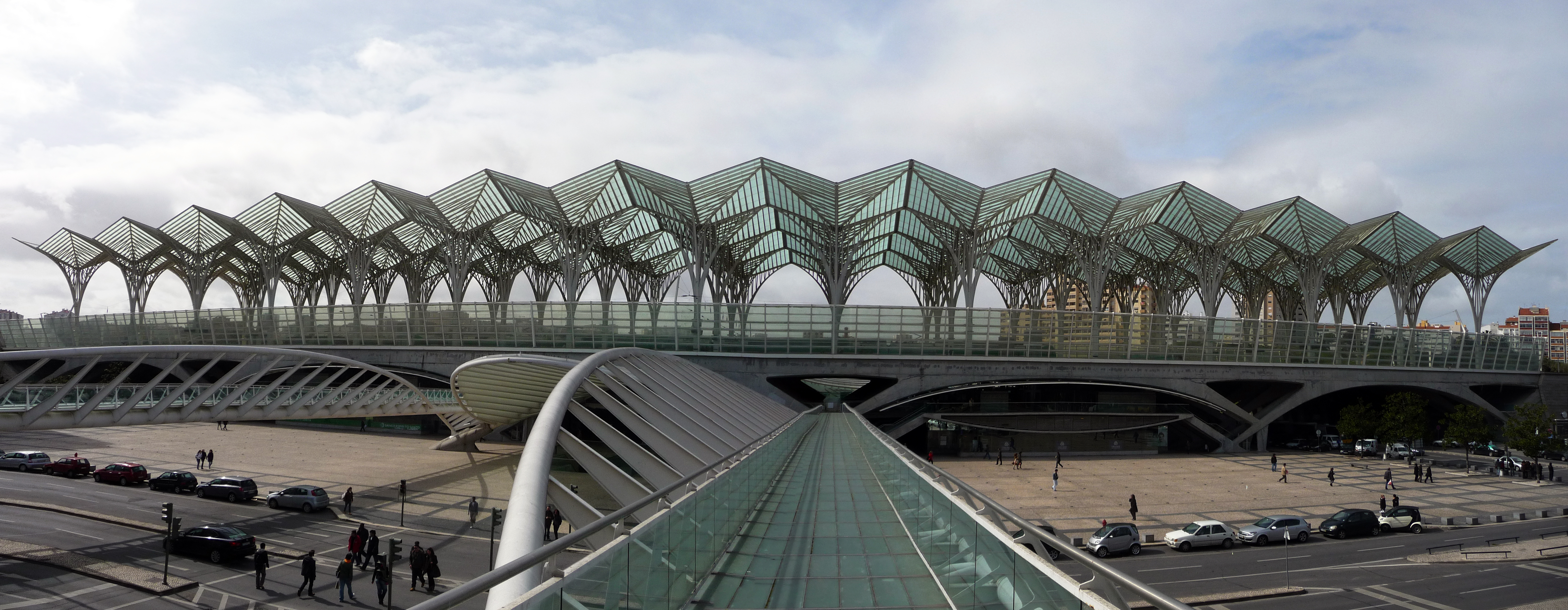
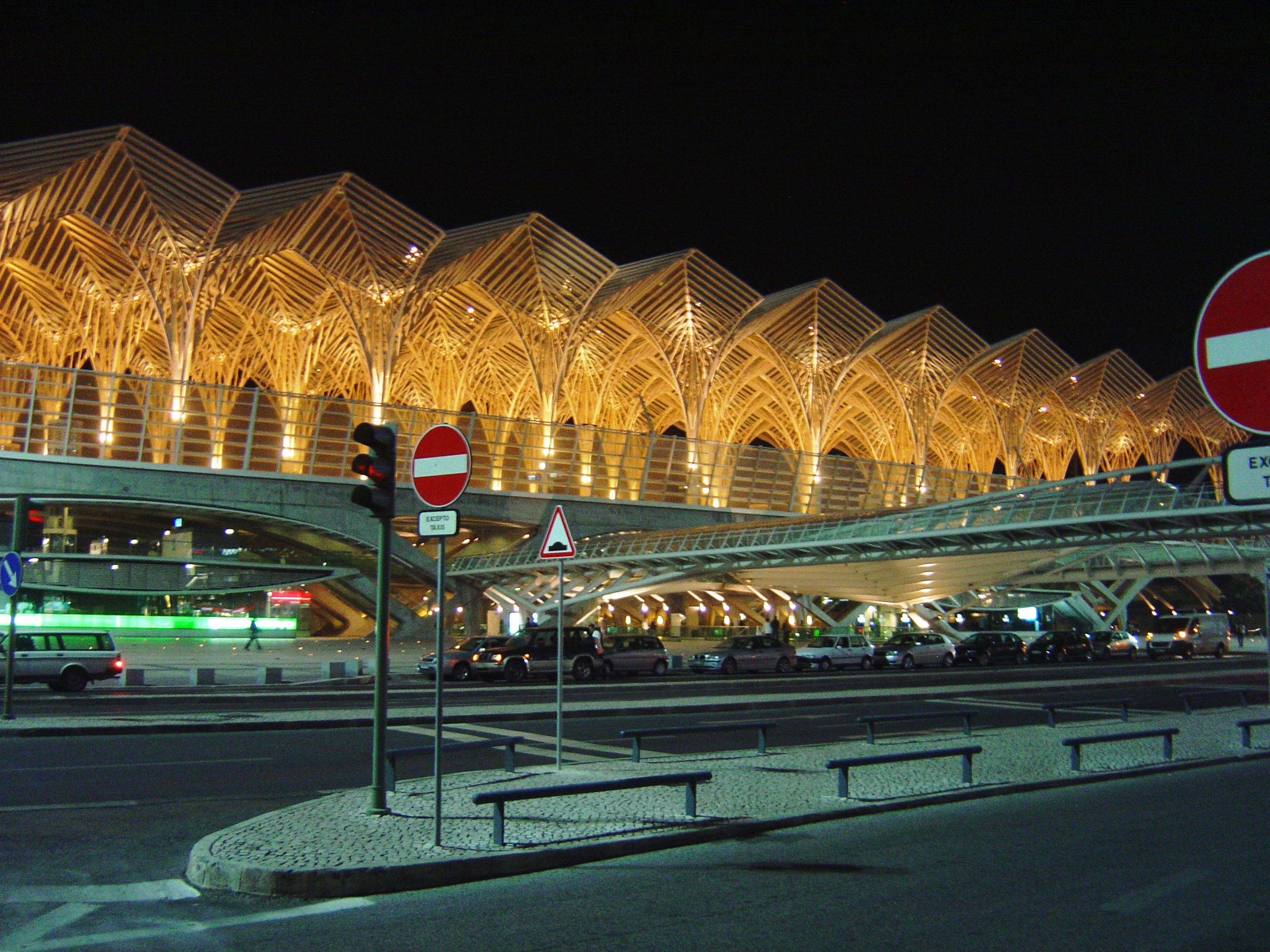
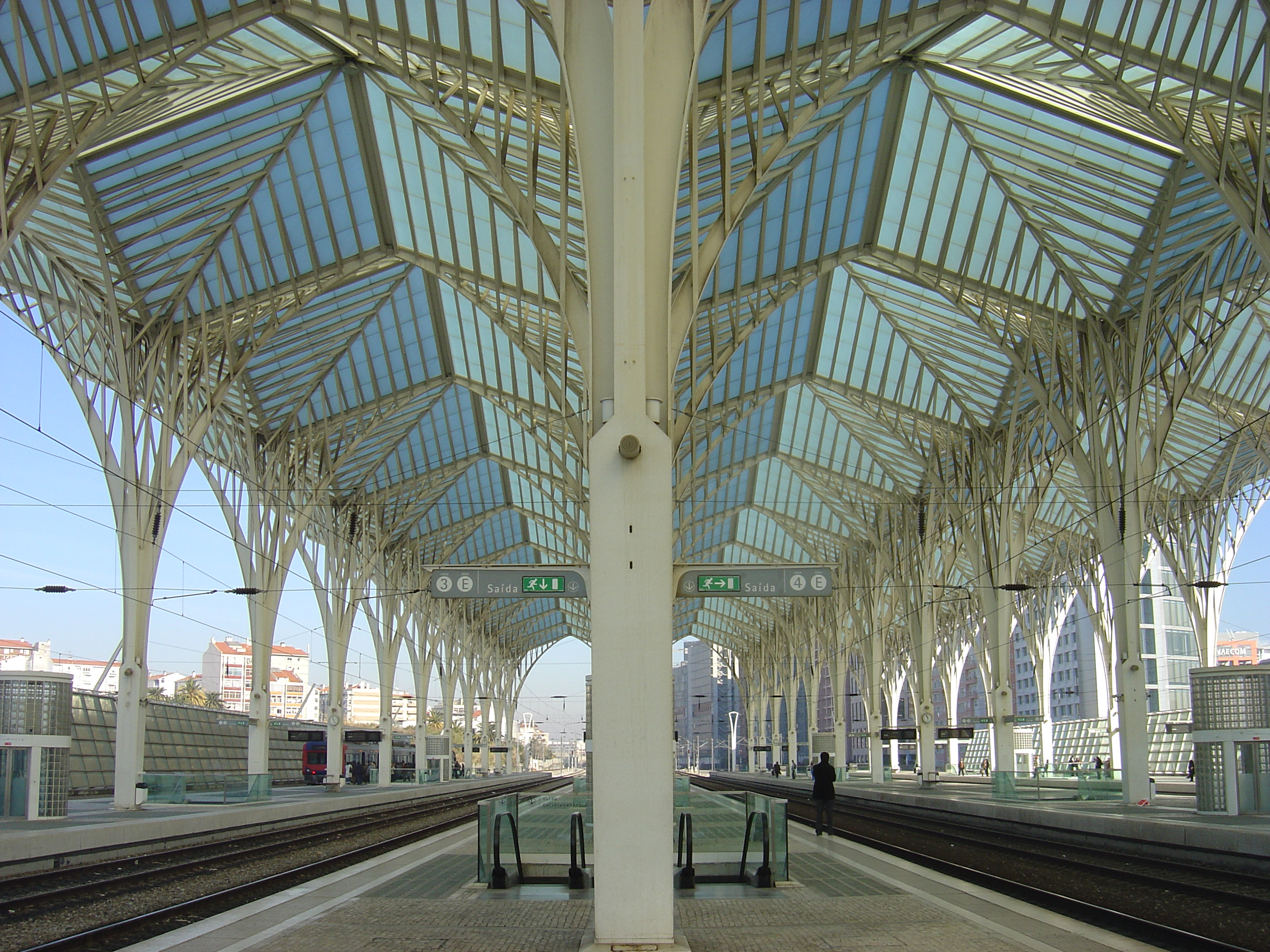
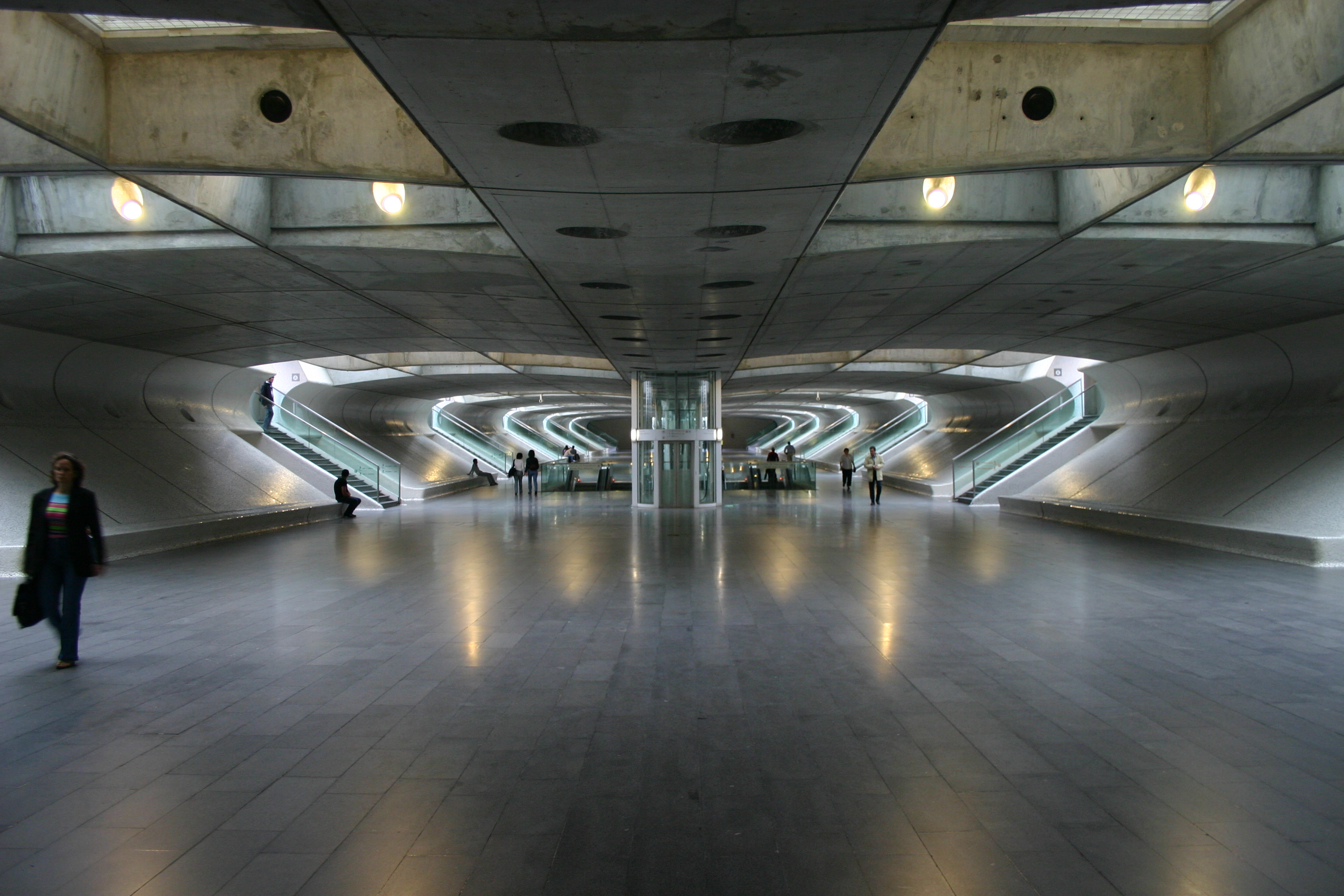
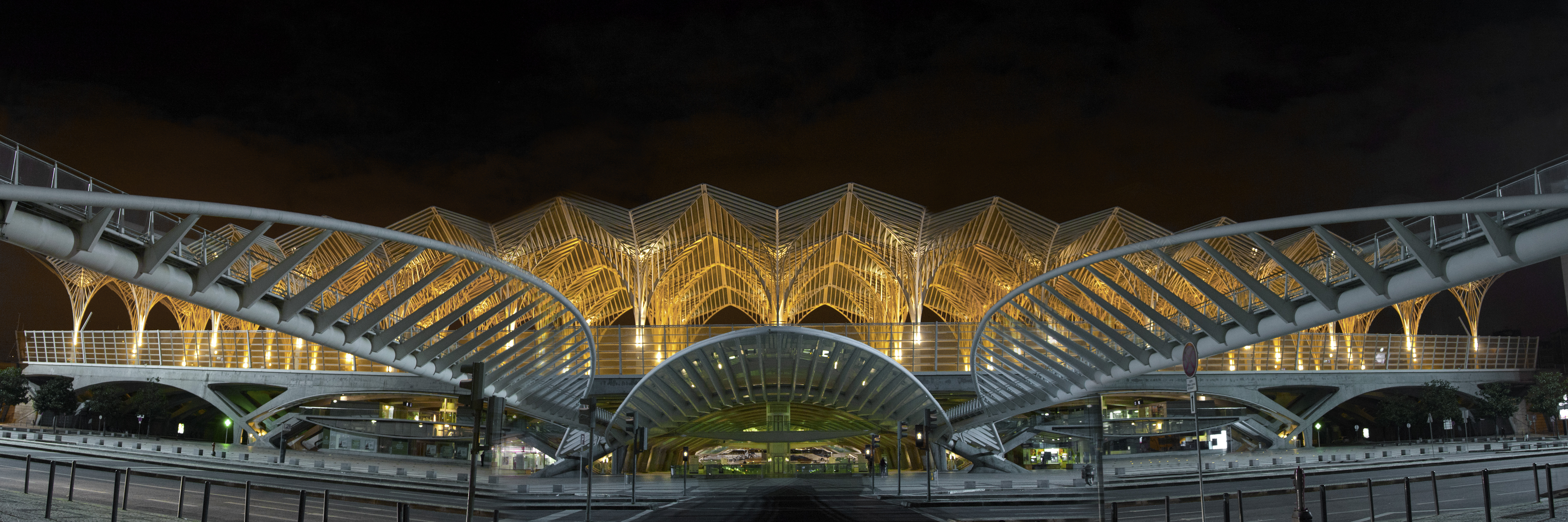